# Карминати, Бассиано
Бассиано Карминати (итал. Bassiano Carminati; 1750—1830) — итальянский врач и физиолог.
Профессор университета в Павии, вначале — по общей терапии и фармакологии, а затем — заведующий кафедрой судебной и полицейской медицины.
Карминати впервые доказал, что артерии целиком наполнены кровью, а не частично особым газом; что у холоднокровных животных кровообращение совершается, главным образом, сократительными и расширительными движениями аорты, а не сердца. Он проводил совместно с Алессандро Вольта опыты по проверке гипотезы Гальвани о действии электричества на мускулы и нервы, приведшие в итоге к созданию альтернативной теории Вольта. Кроме того, Карминати оставил исследования о желудочном соке, об отравлении вредными газами и др. Главные сочинения: «De animalium ex mephitibus et noxiis halitibus interitu ejusque proprioribus causis» (1777); «Risultate di sperienze e osserv. sul sangue e sui vasi sanguinei» (1783); «Ric. sulla natura e sugli usi del sugo gastrico etc.» (Милан, 1785); «Opuscula therapeutica» (1789); «Hygiene, therapeutice et materia medica» (Павия, 1791—1795); «Memories sull' eletricita animale» (Милан, 1792).